# 도박묵시록 카이지
《도박묵시록 카이지》(賭博黙示録カイジ)는 일본 청년 만화 잡지 《주간 영 매거진》에 연재되었던 후쿠모토 노부유키(福本 伸行)의 만화 《도박묵시록 카이지》(賭博黙示録カイジ)와 그 후속편인 《도박파계록 카이지》(賭博破戒録カイジ) 및 《도박타천록 카이지》(賭博堕天録カイジ), 《도박타천록 카이지 카즈야편》(賭博堕天録カイジ 和也編), 《도박타천록 카이지 원 포커편》(賭博堕天録カイジ ワン・ポーカー編)을 통칭한다. 한국어 번역판에는 특별한 구분없이 모두 《도박묵시록 카이지》로 통일해 연재한 상태다.
이같은 《카이지》 시리즈는 각 편이 13권씩으로 구성되어 3편까지 39권이 발매되었고, 4편인 《도박타천록 카이지 카즈야편》은 10권으로 발매되었다. 그리고 5편인 《도박타천록 카이지 원 포커편》은 2013년 12월 현재 일본에서 연재 중에 있다. 국내에서는 학산문화사에서 《도박묵시록 카이지》라는 이름으로 통일하여 39권까지 정식 번역 출간했으나 출판 상 사정으로 인하여 외전《도박묵시록 카이지 카즈야편》을 포함한 현재까지(39권 이후의) 연재작들은 모두 출간되지 않고 있다.
《도박묵시록 카이지》를 원작으로 하는 애니메이션 《역경무뢰 카이지》(逆境無頼カイジ)는 일본에서 총 26화로 제작되어 2007년에 방영되었고 2011년 4월에 2기인 《역경무뢰 카이지 파계록편》(逆境無頼カイジ 破戒録篇)이 방영되었다. 2009년에는 실사 영화 제작이 발표되어 같은 해 10월 10일에 개봉하였다.

## 개요
과거 후배의 빚보증을 선 것에 의해 거액의 부채를 안게 된 청년 카이지. 백수인 카이지가 빚을 갚기 위해 제애(帝愛)그룹이 주선한 '에스포와르'(Espoir)라는 도박선에 탑승하는 것으로부터 그의 처절한 도박 이야기가 시작된다. 독자적이며 다양한 도박들의 등장과 인물들의 치밀한 심리 묘사가 독자들을 순식간에 이야기속으로 빠져들게 한다.
카이지 시리즈는 일본 내에 천만 부 이상이 판매된 베스트셀러이며, 1998년에 제22회 고단샤(講談社) 만화상 일반 부문을 수상한 바 있다.

## 등장인물
'국내판' 표기는 국내 번역판에서의 명칭을 표기한 것이다. 번역 과정에서 일부 등장인물 이름이 잘못 번역되어 출간되었다.

### 주요인물
이토 카이지 (伊藤 開司)
성우: 하기와라 마사토 / 현경수
고등학교를 졸업한 뒤 도쿄로 나왔으나 별달리 하는 일 없이 도박 등으로 시간을 보내고 있는 주인공 카이지. 초라한 밑바닥 삶 속에서 고뇌하는 카이지에게 어느날 검은 선글라스를 낀 엔도 유지가 찾아온다. 1년 전에 아르바이트 후배인 후루하타의 빚보증을 잘못 서 주었다가 빚과 그 이자를 고스란히 떠안게 된 것이다. 갚을 길이 없는 거액의 빚을 변제하기 위해 카이지는 '에스포와르'라는 도박선에 탑승하면서 도박의 길에 발을 들이게 된다. 자신에게 의지해오는 사람을 절대 배신하지 않는 성격을 가지고 있어 오히려 역으로 자신이 배신을 당하기도 한다. 목숨을 건 사투를 수차례 거치면서 점점 도박 중독의 길로 빠져드는데 그 과정에서 도박에 있어서는 뒷세계에서 다소 이름을 날리게 된다.
효도 카즈타카 (兵藤 和尊)
국내판: 헤이토 카스다카
성우: 츠카야마 마사네 / 온영삼
일반적으로 '회장'으로 불린다. 금융그룹 '제애'(帝愛)의 회장이자 카이지에게 있어 최대의 숙적이다. 자신 나름의 현실을 통찰하는 지혜를 통해 막대한 돈을 긁어모으고 권력을 유지해 나간다. 타인이 괴로워하는 모습을 보며 희열을 느끼는 새디스트적인 성향을 가지고 있으며 죽음조차 대수롭지 않게 여기는 잔인한 인간이다.
엔도 유지 (遠藤 勇次)
성우: 우치다 나오야 / 손종환
금융회사 '엔도'의 사장이자 제애그룹의 하수인이다. 기한 내에 빚을 갚지 못한 자들을 잡아들이거나 제애그룹이 추진하는 여러 비밀 도박에 참가하게 만드는 임무를 주로 맡고 있다.

### 〈희망의 배〉편
토네가와 유키오 (利根川 幸雄)
국내판: 리네카와 유키오
성우: 하쿠류 / 이봉준
효도 회장의 부하로 제애그룹의 간부이다. 〈절망의 성〉편에서 카이지와의 E-카드 대결에 패한 뒤 간부직에서 실각된다.
후나이 죠지 (船井 譲次)
국내판: 후네이
성우: 이시카와 히데오 / 김기흥
에스포와르 호에서 비열한 방법으로 상대방을 속이며 별을 획득해 나가는 남자. 큰 수익을 챙길 속셈이었으나 결국 카이지와의 대결에서 패하는 바람에 손해를 보고 만다.
후루하타 타케시 (古畑 武志)
국내판: 후루바타
성우: 마츠모토 야스노리 / 최재호
카이지에게 빚보증을 부탁한 장본인. 에스포와르 호에서 카이지와 만나 카이지에게 사과한 후 카이지, 안도와 함께 3인 동맹을 맺는다. 순박하고 순진한 성격이지만 안도에게 설득당해 결국 카이지를 재차 배신한다.
안도 마모루 (安藤 守)
성우: 사쿠라이 토시하루 / 최승훈
에스포와르 호에서 후루하타 및 카이지와 우연히 동맹 관계를 맺는다. 후루하타를 설득하여 카이지를 배신한 후 그것을 정당화하려 한다.
밸런스 이론의 남자
성우: 오노 켄이치
균형을 중시하는 성격의 남자이다. 때문에 한정 가위바위보 게임에서 카이지에게 손해를 보고 만다.
키타미 (北見)
성우: 야오 카즈키 / 이주창
한정 가위바위보 게임에서 '보' 카드를 독점하는 전략을 세운 그룹의 대장. 후에 불필요한 카드를 처분하고자 카이지에게 승부를 걸지만 동료들과의 말다툼으로 그룹이 분열되어 버린다.
오카바야시 (岡林)
성우: 니시무라 토모히로 / 김영찬
구원받을 것을 전제로 동료와 결탁하고 스스로 에스포와르 호의 별실로 들어간 남자. 극도로 현실주의적인 면모를 보인다. 별실에서 나오려는 순간 카이지에게서 가지고 있던 보석을 빼앗긴다.
이시다 코지 (石田 光司)
성우: 야나카 히로시 / 박만영
고액의 부채를 안고 있는 한 중년 남성. 사람 좋고 마음이 약해서 사람들에게 속아 넘어가기 쉬운 타입이다. 빚을 갚을 요량으로 에스포와르 호에 탑승하지만 한 남자에게 사기를 당하여 별실 신세를 면치 못한다. 카이지에 의해 구조되어 배에서 내리지만 후에 〈절망의 성〉편에서 카이지와 재회한다. 아내와 아들을 데리고 있는 가정의 가장이기도 하다.
사카이 (坂井)
성우: 나카무라 유이치
이시다를 속여 별실로 보내고 거액을 챙긴 사내이다. 〈희망의 배〉편 등장인물 중 이익을 본 사실이 명확히 묘사되고 있는 유일한 남자이다.

### 〈절망의 성〉편
사하라 (佐原)
성우: 코모토 마사히로 / 신용우
카이지의 편의점 아르바이트 후배. '한방' 인생을 꿈꾸고 있는 한심한 젊은이다. 엔도에게 간절히 부탁해 철골 건너기에 참가한다.
니시오 (西尾)
성우: 사카모토 마미 / 박리나
카이지의 편의점 아르바이트 후배로 본 작품에서 좀처럼 보기 어려운 여성 캐릭터중 한 명이다.
나카야마 (中山)
성우: 코야마 리키야 / 소정환
철골 건너기 참가자 중 한 명.
오오타 (太田)
국내판: 타이다
성우: 오노사카 마사야 / 선호제
철골 건너기 참가자 중 한 명.

### 〈욕망의 늪〉편
쿠로사키 요시히로 (黒崎 義裕)
성우: 호리우치 켄유
효도 회장의 부하로 제애그룹의 간부이자 토네가와에 뒤이은 2인자이다. 이전 간부와는 달리 카이지의 능력을 다소 높게 평가하고 있는 것이 큰 특징이다.
오오츠키 (大槻)
성우: 조 (본명: 나가시마 시게루)
통칭 '반장'. 제애그룹의 지하 왕국에서 카이지가 소속된 'E반'의 반장이다. 겉으로는 웃는 얼굴을 하고 있으나 교활한 본성을 가지고 있다. '지하 친치로' 게임에서 부정한 방법을 통해 거액의 돈을 축적한다.
이사와 (石和)
성우: 니시지마 요이치
오오츠키 반장의 부하 역할을 한다.
누마카와 (沼川)
국내판: 누마가와
성우: 오사카 치카라
오오츠키 반장의 부하 역할을 한다.
미요시 (三好 智広) · 마에다 (前田) · 요코이 (横井) · 키타가와 (北川) · 하시모토 (橋本)
성우: 유사 코지 · 카지 마사토 · 카네미츠 노부아키 · 나라 토오루 · 아이 이치타로
카이지를 대장으로하는 '45반' 그룹의 멤버들이다.
이시다 히로미츠 (石田 広光)
성우: 토리우미 코스케
철골 건너기에서 떨어져 사망한 이시다 코지의 아들이다. 아버지로부터 카이지의 이야기를 듣는 것으로부터 카이지를 처음으로 알게 된다. 그역시 큰 빚을 가지고 있어 지하 왕국의 노역장에서 노동을 하고 있다. 후에 카이지에 의해 45반과 멤버들과 함께 구출된다.
사카자키 코타로 (坂崎 孝太郎)
성우: 후타마타 잇세이
카이지에게는 '아저씨'로 불린다. 과거 건설 회사의 현장 감독을 하고 있었으나 불황으로 인해 퇴직당한 가난한 중년 남성이다. 카이지와 결탁해 파칭코 〈늪〉을 공략한다. 〈늪〉을 통해 얻은 수익금의 도움으로 헤어졌던 아내 및 딸과 다시 가정을 꾸린다.
이치죠 (一条)
국내판: 이치죠우
성우: 나미카와 다이스케
제애그룹이 소유한 카지노 도박장의 젊은 점장. 제애그룹의 간부가 되는 것을 꿈꾸고 있다. 그러나 파칭코〈늪〉에서 카이지 일행에게 7억엔을 잃은 사실로부터 효도 카즈타카의 분노를 사 결과적으로 지하 왕국에 끌려가는 신세가 된다.
무라카미 (村上)
성우: 카와모토 쿠니히로
이치죠가 운영하는 카지노의 주임. 이치죠를 보좌하는 역할을 맡는다.

### 〈갈망의 피〉편
사카자키 미코코 (坂崎 美心)
사카자키 코타로의 딸로, 사카자키와 매우 닮았다. 코타로가 한 때 미코코의 이름을 가진 경마에 600만엔이란 거금을 건 것으로 봐서 코타로의 애정을 많이 받는다.
사카자키의 경제적 여건이 어려울 때 어머니를 따라 별거했으나, 이후 어머니와 함께 다시 돌아와 가정을 꾸린다.
카이지에 대한 애정을 가지고 있으며, '도박타천록 카이지 카즈야편' 에서는 잠시나마 카이지를 그리워하는 뜻을 알 수 있다.
이후 사카자키 코타로는 나태해진 카이지와 미코코 사이의 연애를 반대하고자 카이지를 쫓아낸다.
사카자키 코타로의 아내
사카자키 코타로가 경비 일을 하던 도중 자금 문제로 별거하게 되었으나,
'늪' 기계에서 얻은 수익으로 사카자키가 부유해지자 다시 돌아오게 된다.
무라오카 타카시 (村岡 隆)
미요시와 마에다가 근무하는 카지노의 사장으로, 부당한 방법으로 이득을 취하는 이른바 '악덕 사장'이다.
카이지를 끌어들여 지뢰게임 17보로 돈을 빼앗으려 하나, 역으로 카이지의 '단기대기' 전략에 걸려 4억 8천만엔이라는 거금을 빼앗기게 된다.
효도 카즈야 (兵藤 和也)
'재애' 그룹의 회장인 효도 카즈타카의 아들로, 아버지와 외모 뿐 아니라 성격도 매우 닮았다.
<갈망의 피>에서는 자신의 권한 아래 있는 무라오카의 카지노에서 카이지와의 지뢰게임 17보를 구경하게 된다.
이후 카이지의 배팅액이 전부 떨어지자 신체 부위를 보증삼아 돈을 빌려주게 된다.
무라오카와의 승부가 끝난 뒤, 카이지를 유혹하여 '카즈야 프로덕션'으로 끌어들여 다른 도박을 하게 한다.
아버지와 같이 새디스트적인 성격을 가지고 있으며, 자신이 죽인 사람들의 이야기를 소설로 엮어내고 있다.
미츠야마(密山)
게임 '구출'에 참여한 '아시아의 3인' 중 1명이며, 국적은 일본이다.
40대 중반으로, 1천만 엔의 빚을 갚지 못해 신장을 적출해야 하지만 신장염에 걸려 적출을 하지 못해 지하 왕국에서 노동을 해야 할 상황에서,
자신과 우정을 나눈 창과 마리오의 설득으로 당황하던 도중, 이 상황을 보던 카즈야에게 '우정의 실험'을 위해 팔려나가게 된다.
창(張)
게임 '구출'에 참여한 '아시아의 3인' 중 1명이며, 국적은 중국이다.
원래는 중국의 가난한 마을에서 노동을 하던 도중, 가진 돈을 모두 써서 일본어를 배우고 중국에서 일본으로 교환 노동자로 입국하게 된다.
마리오
게임 '구출'에 참여한 '아시아의 3인' 중 1명이며, 국적은 필리핀이다.
이웃인 이른바, '호세 영감'에게 일본에 대한 이야기를 듣고 일본의 노동을 꿈꾸던 도중,
자신의 형이 호세 영감의 살인에 휩쓸린 뒤 호세 영감의 비상금을 숨겨두던 중 사망한 뒤에 그 비상금을 발견하여 일본으로 가게 된다.

### 그 외
나레이션
성우 : 타치키 후미히코 / 김기현
이 작품에서 내용 중간에 작품의 진행도를 설명해 주는 역할을 해주고 있다(애니메이션에서만).

## 용어설명

### 도박의 종류
한정 가위바위보
카이지가 엔도로부터 소개받아 탑승한 대형 크루즈선 '에스포와르'(Espoir) 호에서 개최된 도박의 일종이다. 과거에도 개최된 적이 있으며 카이지가 참가한 것은 제3회 게임이다. 게임 방법은 다음과 같다.
먼저 참가자들은 각자 '별' 3개와 가위, 바위, 보 3종의 카드를 각각 4장씩 배부받는다. 이 카드들을 사용해 다른 참가자와 가위바위보 승부를 해서 승리할 경우 상대가 가진 별 1개를 받을 수 있다. 단 무승부일 경우 별의 이동은 일어나지 않는다. 승부의 방식은 일반적인 가위바위보 게임의 룰을 따르고 있지만 제한된 개수의 '카드'를 사용한다는 점에서 차이점이 있다. 총 제한 시간은 4시간이며 선내의 전광판에는 남은 시간과 남은 카드의 개수가 실시간으로 표시된다. 시간이 모두 흐른 뒤 별을 3개 이상 가지고 있는 참가자는 배에서 내릴 수 있으나, 2개 이하의 별을 가진 참가자는 별실로 이동한다. 별실로 이동되는 구체적 조건은 다음과 같다.
```
  1. 소유한 별의 개수가 0개가 된 경우
  2. 제한 시간이 종료될 때까지 카드를 전부 사용하지 못한 경우(카드를 1개 이상 소지한 경우)
  3. 제한 시간 종료 후 10분 간의 별의 매매 타임이 끝났음에도 별이 2개 이하인 경우
  4. 그밖에 카드를 임의 파기하는 등 금지 행위를 하였을 때
```

별실로 이동한 참가자들은 후에 가혹한 운명이 기다리고 있는 어떠한 장소로 이송되지만 그곳이 어떠한 곳인지에 대해서는 알려진 바가 없다. 한편 참가자들은 게임이 시작되기 전 최저 100만 엔, 최고 1000만 엔의 금액을 주최측으로부터 대출 받게 되어 있다. 이때의 금리는 1.5%의 10분 복리인데 게임의 제한 시간인 4시간이 모두 지나면 40%의 이자가 붙는 셈이 된다. 참가자들은 주최측의 배려로 '선외'에서의 채무를 모두 변제받는 것으로 약속되어 있지만 이러한 '선내'에서의 빚을 갚는 것은 참가자 개인의 능력에 달려 있다.
브레이브 맨 로드(Brave man road)
12명의 인간이 철골을 건너 등수를 가리는 경기. 말 대신 인간으로 하는 '인간 경마'로 비유되기도 한다.
참가자는 12명씩 끊어져서 12명이 한 그룹이 된다. 이 그룹끼리 동시에 경쟁을 한다. 게임 방법은 다음과 같다.
한 그룹의 인원이 모두 '방' 이라고 불리는 관 속으로 들어가서 어딘가로 운반된다. 도착 후 관의 뚜껑이 열리며, 철골을 건넌다.
가장 먼저 건너는 사람에게 2천만, 그 다음의 사람에게 1천만의 상금이 주어진다.
단, 낙하하거나 철골에 손이 닿을 경우 실격이며, 앞의 사람을 밀어내서 떨어뜨리거나 하는 행동에는 제약이 없다.
1위와 2위가 결정된 후, 낙하하지 않고 골 지점까지 도착하거나 실격당한 사람은 다른 그룹이 전부 끝날 때까지 별도의 장소에서 대기해야 한다.
E카드
2인용 카드 게임.
한 쪽은 황제 측, 다른 한 쪽은 노예 측이 되어 각각 카드를 5장 씩 받는다.
황제 측은 시민 4장에 황제 1장, 노예 측은 시민 4장에 노예 1장이다.
서로 번갈아가며 카드를 내서 상성이 좋은 측이 이긴다.
시민은 노예에게 이기고, 황제는 시민에게 이긴다.
그리고 노예는 황제에게 이기는데, 이는'잃을 것 없는 노예야말로 황제를 칠 수 있다'라는 이유.
선공은 노예측부터 시작되고, 한 판이 끝날 때마다 선공 순서를 바꾼다.
3판이 끝나면 황제 측은 노예 측으로, 노예 측은 황제 측으로 서로 바꾼다.
확률적으로 노예 측이 불리하므로, 노예 측은 이길 시 판돈을 더 많이 받는다.
본편에서는 카이지의 귀에 전동 장치를 달아, 각 판마다 mm를 걸고,
카이지가 이길 시 건 mm당 100만의 금액이 돌아오고, 질 시 그 길이만큼 장치된 송곳이 카이지의 귓구멍으로 들어가며, 30mm가 넘으면 고막을 찌르는 구조로 진행되었다.
노예측일 경우는 원 배당금의 5배가 돌아온다.
지하 친치로
p.s. 실제 친치로의 룰과 지하 친치로의 룰은 약간의 차이가 있다.
이 글은 '지하 친치로'의 룰을 서술한 것임을 미리 말해 두도록 하겠다.
주사위를 이용하는 게임으로, 포커와 비슷하게 족보를 가지고 싸운다.
게임을 시작하게 되면 한 명의 플레이어를 '보스'로, 나머지 플레이어를 '부하'로 정한다.
부하들은 각자 배팅을 한 뒤, 보스에서부터 시작하여 시계 반대 방향으로 동그란 그릇 안에 3개의 주사위를 던진다.
그리고 나온 눈에 따라서 '족보'가 정해지는데, 그것은 다음과 같다.
(편의상 필자가 족보에 이름을 붙였으니 양해 바란다.)
위에서부터 아래로 갈수록 족보의 서열이 낮아진다.
'All One' = 주사위 3개의 눈이 모두 1. 이 족보로 보스를 이기면 배팅액의 5배를 받는다.
'All Same' = 주사위 3개의 눈이 모두 같을 경우. 이 족보로 보스를 이기면 배팅액의 3배를 받는다.
'Four Five Six' = 주사위 3개의 눈이 '4, 5, 6'일 경우. 이 족보로 보스를 이기면 배팅액의 2배를 받는다.
'Eye' = 주사위 중 2개의 눈이 같고, 하나가 다를 경우. 이 때 '다른 하나의 눈'의 숫자로 눈의 이름을 정한다.
(예를 들면 3,3,1이면 '1의 눈(One's eye)', 2,2,4이면 '4의 눈(Four's eye)'이다.)
'다른 하나의 눈'의 숫자가 높을수록 서열이 높다(예를 들어 보스가 '6의 눈'이고 부하가 '1의 눈'이면 보스가 이긴다.)
이 족보로 보스를 이기면 배팅액 만큼의 액수를 받는다.
'No Rank' = 아무런 족보도 나오지 않을 경우. 이 족보로 보스에게 지면 배팅액을 잃는다.
'One Two Three' = 주사위 3개의 눈이 '1, 2, 3'일 경우. 이 족보로 보스에게 지면 배팅액을 2배로 잃는다.
(또한, 그릇을 돌리는 도중 주사위가 그릇을 빠져나가는 것을 '오줌을 싼다'라고 하는데,
이 경우에는 'One Two Three' 족보보다 낮은, 최하위의 족보로 인정된다.)
부하와 보스 모두, 주사위를 굴려서 'No Rank'가 나오면
족보가 나올 때까지 주사위를 최대 2번 다시 굴릴 수 있다.
보스에서부터 돌아가 이 족보에 따라 서열을 결정한 뒤 보스가 부하에게 배팅액을 나눠준다.
보스가 졌을 경우에는 시계 반대 방향의 부하가 보스가 되고, 보스가 전부를 이길 경우에는 계속 보스를 할 수 있으나,
카이지의 '지하 친치로'의 특수 룰에 따르면, 보스를 3번 이상 연속으로 하는 것은 불가능하고,
자신이 원하지 않으면 자신이 보스 차례가 되어도 '패스'를 할 수 있다.
또한 일반적으로 보스가 'Four Five Six' 이상의 족보가 나오면 그 상태로 보스가 이기게 되어 있으나,
카이지의 '지하 친치로'의 특수 룰에 따르면, 이렇게 게임을 '단축'하는 행위를 금지하고 있다.
즉, 한 번 게임이 시작하면 모든 사람이 한 번 씩 주사위를 굴려야 한다.
파칭코〈늪〉
제애 그룹의 불법 카지노의 파칭코 기계.
카지노 점장 이치죠 등이 관리하며, 극악의 난이도(사실상 내부 구조나 외부적 조작에 의해서 불가능)를 자랑한다.
구슬 한 개당 일반 빠칭꼬 기계의 1000배인 4000엔.
사카자키의 도전 당시 6억, 이후 카이지 일당이 도전 후 정확히 7억 2910만엔을 받는다.
본래 이 기계는 자그마한 가능성은 부여하여 사람들을 도전하게끔 하여 거액을 뜯어낸 후,
제애 그룹의 간부, 또는 최측근인 효도와 토네가와 등이 와서 회수해 가는 방식.
실제로 이 '늪'은 대박을 터트리는게 일반적으로 불가능하다.
그 구조를 살펴보자면,
제 1관문 : 못의 숲
매일 아침 이치죠우, 또는 부점장 무라카미가 실제 구슬의 지름 정도의 틈만이 생기도록 못을 손질한다.
설정은 A, B, C 로 되어 있으며, 대부분의 날을 차지하고 가장 좁은 간격으로 세팅한 설정 C는 구슬이 통과할 확률이 1/1000정도.
설정 A, B를 둔 이유는 너무 높은 난이도로 인해 손님이 줄어들까봐 일부러 느슨히 설정한 것.
제 2관문 : 문지기
게임 '핀볼'의 그것과 같은 여닫이 형식의 문지기. 랜덤으로 작동하여 들어오려는 구슬을 랜덤하게 막는 장치지만,
카지노 측에서 '블록'을 실행할 시 문지기 위의 센서가 반응해서 들어오는 구슬을 모두 튕겨내 버린다.
사카자키가 도전했을 때 유일한 돌파구는 이 '늪'의 눈 모양을 하는 풍차를 이용한 일명 '오른치기'.
하지만 이후 카이지가 도전할 때 이치죠는 이 풍차를 꽉 조여버린다.
제 3관문 : 3단 원반
이 '늪'의 실질적인 거대한 넘어설 수 없는 벽.
표면적으로는 3, 4, 5개의 구멍 중 하나만이 다음 원반으로 통해, 마지막 3번째 원반의 당첨구멍을 통과하면 '대박'이 터지는 장치다.
하지만 실제론 이러하다.
3번째 원반의 당첨구멍은 위의 2개의 원반과 달리 내부에 위치해 있는데, 이 당첨구멍의 위쪽 부분은 투명한 작은 벽이 있어,
원반 주위를 돌다가 당첨구멍으로 떨어지는 일이 없어진다.
또 하나의 장치는 구슬이 원반의 아래쪽에서부터 굴러오는 것을 방지하기 위해, '늪' 주변의 공간과 '늪' 자체의 경사를 교묘히 이용해,
아래에서 굴러오는 일도 없게 하였다. 실제로 이 '늪'의 경사는 원격 조정이 가능하여, '회수'를 할 때 급히 경사를 들어갈 수 있게 조정할 수 있다고 한다.
마지막 관문 : 강풍 분출구
이 '늪' 공략의 마지막의 마지막에서, 또 하나의 관문이 등장했으니 그것이 바람 장벽이라 불리는 분출구다.
당첨구멍 주변에 미세한 구멍을 뚫어서, 그 구멍으로부터 강한 분출력의 바람을 나오게 하여 구슬이 들어가지 못하게 하는 것.
너무 눈에 띈다는 이유로 초반 이후 사용하지 않았으나, 카이지가 우세를 보여 결국 작동시키게 되었다.
지뢰게임 〈17보〉
마작을 알아야 이해할 수 있는 게임이다.
통상 마작이 4인이서 패산에서 패를 가져오고 자신의 패에서 패를 하나씩 버려가며 하는 반면. 이 지뢰게임은 2명이서 하는 변칙 마작 게임이다.
게임의 룰은 다음과 같다.
0. 부정방지를 위해 전동 마작 탁자를 사용한다.
1. 게임을 하는 두 플레이어는 어떠한 방법이든 상관없이 가위바위보나 주사위 등으로 선과 후를 정한다.

2. 순서에서 선이된 자는 게임에서 사용되지 않는 34개의 양쪽 패산중 하나를 뒤집고 이것을 도라 표시패 그 아래를 우라도라 표시패로 사용한다.

3. 3분의 제한시간이 주어지고 각각의 플레이어는 자신 앞에 있는 34개의 패산을 펼쳐 13개를 골라 패를 만든다.

4. 3분의 제한시간이 끝나면 선부터 리치를 걸면서 게임을 시작한다 더블리치는 인정하지 않는다.

5. 패를 만들고 남은 21개의 패가 버림패가 되어 각각 하나씩 버리기 시작한다 각각17개의 패가 버려질때까지 승부가 나지 않으면 유국이 되어 판돈이 2배로 올라가고 새롭게 게임을 시작하게 된다.

6. 이 게임에서 패산에서 패를 가져오는 쯔모 행위는 금지되어 있으며 오로지 상대의 버림패로만 나는 즉 론으로만 날수있다.

7.나게 될 경우 리치,역,도라를 합쳐 4판이상 즉 만관이상으로만 날수있다. 만관 미만일시 후리텐이 되어 날수가 없다.

8. 만관 이상인 하네만일시 판돈의 1.5배, 배만일시 2배, 삼배만일시 3배, 역만일시 4배의 판돈을 지급한다.
통 아저씨 게임
카즈야가 카이지에게 보여준 자신의 집필소설, 극중극 '아이모토켄(あいもっとけん, 한국어 : 사랑보다 검을)'에 등장하는 게임이다.
두 사람이 7개의 구멍이 뚫린 상자 두 개에 각각 들어가 묶이게 된다.
상자 내부에는 묶는 장치가 설치되어 있어, 7개의 구멍이 특정 신체 부위와 맞닿게 한다.
구멍에는 1에서 7까지의 번호가 붙어있으며, 각각에 해당하는 신체부위는 1,2번은 쇄골, 3,4,5번은 복부, 6,7번은 다리이다.
또한 14개의 구멍 중 9개의 구멍에는 철판이 설치되어 안으로 검이 들어가지 못한다. 즉 14개의 구멍 중 5개만이 진짜이다.
그리고 6,7번의 구멍으로 찔리면 출혈로 그치지만, 1~5번의 구멍으로 찔리면 쇼크사하게 된다.
양 측 사람이 14개의 구멍 중 하나를 택하여 그 구멍으로 검을 밀어넣는다.
또한 죽은 사람이 들어간 상자의 구멍에도 계속 칼을 집어넣을 수 있게 된다.
번갈아가며 총 9개의 칼을 모두 집어넣거나, 두 사람이 모두 죽었을 경우 게임은 끝난다.
카즈야의 소설에서는, 이 게임에서 이기게 될 경우에는 모든 죄를 사면하고 도주할 수 있게 해 주지만,
도중에 죽는 경우에는 그 상태로 사고사로 위장되어 몰래 처리된다.

### 기타 용어
지하 왕국
재애 그룹 회장인 효도가 건설한 극비 지하 시설이다. 매우 호화로운 시설을 갖추고 있고 핵 공격에도 안전하다. 채무자들의 강제 노동을 통해 확장 공사가 이루어지고 있다.
페리카(Perica)
지하 왕국에서 통용되는 화폐 단위다. 100페리카, 1000페리카, 10000페리카의 세 종류의 지폐가 있으며 10페리카가 1엔의 가치를 가지는 것으로 설정, 한화의 가치와 비슷하다. 페리카를 통해 지하 왕국의 노동자들은 맥주 등 음식료를 구입하거나 '1일 외출권' 등을 얻을 수 있다.

## 애니메이션
《역경무뢰 카이지》(逆境無頼カイジ)라는 타이틀로 방영되었다. 1기는 2007년 10월 2일부터 2008년 4월 1일까지 니혼테레비 계열에서 방송되었고, 원작 《도박묵시록 카이지》의 01권부터 13권까지의 줄거리를 담고 있다. 2기는 <역경무뢰 카이지 파계록편>이라는 타이틀로 2011년 4월부터 방영되었다. 애니메이션에는 2005년에 방영된 애니메이션《투패전설 아카기》의 주요 스탭들이 다수 참여하였다. 출연 성우는 상위 항목인 등장인물 표에 개재되어있다.
애니메이션 역경무뢰 카이지 시즌 2인 역경무뢰 카이지 파계록편은 나레이션이 주인공의 위기의 상황을 묘사할 때 한자 성어를 언급하기도 한다.

### 스탭
- 감독: 사토 유조(佐藤雄三)
- 프로듀서: 나카타니 토시오(中谷敏夫)
- 시리즈 구성/각본/연출: 타카야시키 히데오(高屋敷英夫)
- 캐릭터 디자인: 타카다 하루히토(高田晴仁)
- 음악: 타니우치 히데키
- 음악 감독: 혼다 야스노리(本田保則)
- 애니메이션 프로듀서: 타카하시 료헤이(高橋亮平)
- 애니메이션 제작: 매드하우스
- 저작권: ⓒ후쿠모토 노부유키 / 역경무뢰카이지제작위원회

### 주제가
- 1기 오프닝 테마: 미래는 우리들의 손 안에 (未来は僕等の手の中)

노래: カイジwithレッどぼんチリーず
수록: 逆境無類カイジ オリジナル・サウンドトラック
- 1기 엔딩 테마: 패배자들의 레퀴엠 (負け犬たちのレクイエム)

노래: 하쿠류(白竜)
수록: 逆境無類カイジ オリジナル・サウンドトラック
- 2기 오프닝 테마: Chase The Light!

노래: Fear, and Loathing in Las Vegas
- 2기 엔딩 테마: C로 시작하는 ABC (CからはじまるABC)

노래: 忘れらんねえよ

### DVD판
- 1기 1권~9권(完) 각 권 5,040엔(9권은 3,990엔)

1권 발매일: 2008/01/23
수록 시간: 70분
가격: 각 5,040엔(세금 포함)

## 영화
《카이지 인생역전게임》(カイジ 人生逆転ゲーム)라는 타이틀로 2009년 10월에 개봉되었다. 스토리는 《도박묵시록 카이지》와 《도박파계록 카이지》의 내용 일부를 바탕으로 하고 있다. 후속편 개봉이 결정되어서, 2012년에 《카이지 인생탈환게임》(カイジ 人生奪還ゲーム)으로 일본에서 발매되었다.